# グレープブランデー
グレープブランデー（英：Grape Brandy）は日本の競走馬である。おもな勝ち鞍は2011年ジャパンダートダービー、2013年フェブラリーステークス。馬名はぶどう酒を蒸留したブランデー。

## 戦績

### 2010年
9月26日の阪神のダート1800mの新馬戦。最後追い上げるも2着惜敗となる。連闘で臨んだ京都の未勝利戦は直線抜け出して初勝利を飾った。もちの木賞は前目につけたものの最後差されて2着惜敗。樅の木賞を感冒で直前回避し2歳を終える。

### 2011年

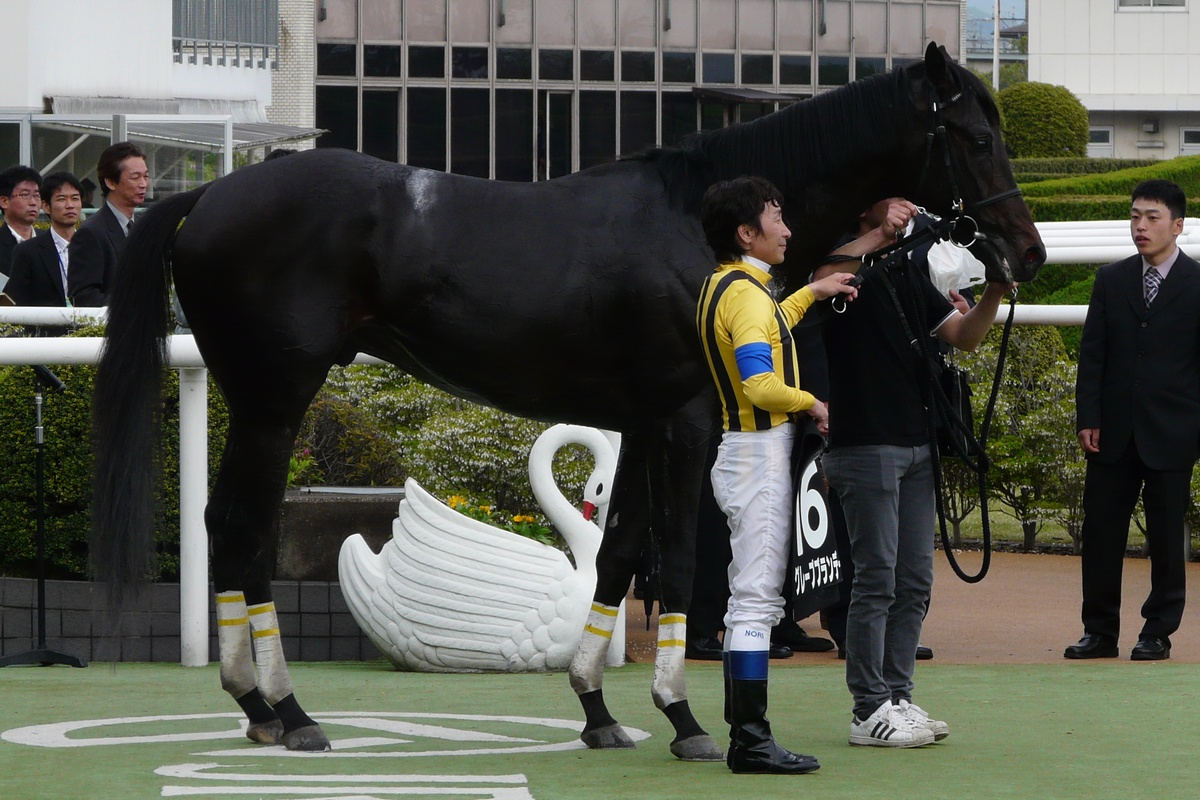
2011年いぶき賞

初戦の2月5日の500万下のダート戦は2着に6馬身をつける圧勝。このあと芝2200mのすみれステークスを使い、逃げるロッカヴェラーノを捕らえきれず2着となった。その後、間を開けて臨んだ京都の東日本大震災被災地支援競走いぶき賞（例年の競走名は端午ステークス）は直線抜け出して3勝。しかし初重賞となったユニコーンステークスは後方からの競馬となり先に抜け出したアイアムアクトレスを捕まえきれずに2着となった。そして、大井のジャパンダートダービーは直線抜け出して重賞初制覇がGI初制覇となる。しかし9月に放牧先の山元トレーニングセンターで右前蹄骨を骨折したことがわかり、休養することとなった。

### 2012年
5月6日のブリリアントステークスで復帰。2番手追走も久々が堪えたのか直線ではまったく伸びず15着と惨敗した。その後、7月15日の中京のジュライステークスは前目につけたものの6着惜敗する。8月12日の小倉の阿蘇ステークスは直線抜け出して、約1年1ヶ月ぶりの勝利を飾った。しかし1番人気に推されたシリウスステークスは直線差すも3着に敗れ、みやこステークスは直線伸びず6着に敗れた。12月のジャパンカップダートは5着であった。

### 2013年
レース中に遊ぶ（集中して走らない）ので舌を縛って出走した1月の東海ステークスはクリストフ・ルメールが騎乗し、JRA重賞初制覇を飾ると、2月17日のフェブラリーステークスに出走。直線残り2ハロンで粘るエスポワールシチーを差し切ってJRAのGI競走初制覇を飾った。しかしレース後に右第1指骨剥離骨折を発症していることがわかり休養することとなった。10月のマイルチャンピオンシップ南部杯で復帰したが4着。その後、みやこステークスは10着、ジャパンカップダートは11着に終わりこの年を終える。

### 2014年〜2017年
2014年以降は勝ち星に恵まれなかったものの、2015年のエルムステークスと2016年の東京スプリントではともに2着と好走する。2016年9月には韓国に遠征しコリアスプリントに出走し3着となる。2017年1月の根岸ステークス13着のあと去勢され、障害競走出走に向け調整されていたが、右前繋靱帯炎を発症したため現役を引退することになった。

引退後は社台ファームで乗馬。その後、千葉県富里市の乗馬クラブレアルネップに繋養されている。

## 競走成績
| 年月日     | 競馬場 | 競走名            | 格      | 頭数 | オッズ （人気） | オッズ （人気） | 着順 | 騎手       | 斤量 | 距離（馬場）  | タイム （上り3F） | タイム 差 | 勝ち馬/（2着馬）       |
| ---------- | ------ | ----------------- | ------- | ---- | --------------- | --------------- | ---- | ---------- | ---- | ------------- | ----------------- | --------- | ---------------------- |
| 2010.09.26 | 阪神   | 2歳新馬           |         | 11   | 003.3           | 0（2人）        | 02着 | 北村友一   | 54   | ダ1800m（良） | 1:59.8 (36.8)     | -0.2      | ペガサスフラッシュ     |
| 0000.10.02 | 阪神   | 2歳未勝利         |         | 16   | 001.9           | 0（1人）        | 01着 | 福永祐一   | 55   | ダ1800m（良） | 1:55.4 (38.2)     | -0.2      | （ダートムーア）       |
| 0000.11.21 | 京都   | もちの木賞        | 500万下 | 12   | 003.1           | 0（1人）        | 02着 | 福永祐一   | 55   | ダ1800m（良） | 1:53.9 (37.4)     | -0.0      | トウショウクラウン     |
| 0000.12.25 | 小倉   | 樅の木賞          | 500万下 | 15   |                 |                 | 取消 | 古川吉洋   | 55   | ダ1700m（稍） |                   |           | ボレアス               |
| 2011.02.06 | 京都   | 3歳500万下        |         | 08   | 001.5           | 0（1人）        | 01着 | M.デムーロ | 56   | ダ1800m（良） | 1:53.4 (37.2)     | -1.0      | （ベストリガーズ）     |
| 0000.02.27 | 阪神   | すみれS           | OP      | 09   | 005.7           | 0（2人）        | 02着 | 吉田稔     | 56   | 芝2200m（良） | 2:15.3 (35.5)     | -0.3      | ロッカヴェラーノ       |
| 0000.05.01 | 京都   | いぶき賞          | OP      | 16   | 002.5           | 0（1人）        | 01着 | 横山典弘   | 56   | ダ1800m（稍） | 1:51.7 (36.9)     | -0.0      | （ボレアス）           |
| 0000.06.04 | 東京   | ユニコーンS       | GIII    | 16   | 002.3           | 0（1人）        | 02着 | 横山典弘   | 56   | ダ1600m（良） | 1:36.4 (36.4)     | -0.2      | アイアムアクトレス     |
| 0000.07.13 | 大井   | ジャパンDダービー | JpnI    | 15   | 002.3           | 0（1人）        | 01着 | 横山典弘   | 56   | ダ2000m（良） | 2:04.9 (37.2)     | -0.0      | （ボレアス）           |
| 2012.05.06 | 東京   | ブリリアントS     | OP      | 16   | 007.6           | 0（3人）        | 15着 | 横山典弘   | 57   | ダ2100m（良） | 2:13.0 (40.1)     | -2.7      | ソリタリーキング       |
| 0000.07.15 | 中京   | ジュライS         | OP      | 09   | 006.4           | 0（4人）        | 06着 | 和田竜二   | 56   | ダ1800m（良） | 1:52.4 (40.0)     | -3.0      | ローマンレジェンド     |
| 0000.08.12 | 小倉   | 阿蘇S             | OP      | 09   | 003.1           | 0（2人）        | 01着 | 浜中俊     | 57   | ダ1700m（重） | 1:41.9 (35.8)     | -0.3      | （スエズ）             |
| 0000.09.29 | 阪神   | シリウスS         | GIII    | 16   | 002.9           | 0（1人）        | 03着 | 浜中俊     | 58   | ダ2000m（良） | 2:04.0 (37.0)     | -0.7      | ナイスミーチュー       |
| 0000.11.04 | 京都   | みやこS           | GIII    | 16   | 015.9           | 0（4人）        | 06着 | M.デムーロ | 58   | ダ1800m（良） | 1:50.0 (37.0)     | -0.4      | ローマンレジェンド     |
| 0000.12.02 | 阪神   | JCダート          | GI      | 16   | 065.3           | （11人）        | 05着 | C.ルメール | 57   | ダ1800m（良） | 1:49.9 (36.8)     | -1.1      | ニホンピロアワーズ     |
| 2013.01.20 | 中京   | 東海S             | GII     | 16   | 006.6           | 0（4人）        | 01着 | C.ルメール | 57   | ダ1800m（良） | 1:51.0 (36.8)     | -0.5      | （ナムラタイタン）     |
| 0000.02.17 | 東京   | フェブラリーS     | GI      | 16   | 006.7           | 0（3人）        | 01着 | 浜中俊     | 57   | ダ1600m（良） | 1:35.1 (35.9)     | -0.1      | （エスポワールシチー） |
| 0000.10.14 | 盛岡   | マイルCS南部杯    | JpnI    | 13   | 005.5           | 0（3人）        | 04着 | 浜中俊     | 57   | ダ1600m（良） | 1:36.1 (35.7)     | -1.0      | エスポワールシチー     |
| 0000.11.03 | 京都   | みやこS           | GIII    | 16   | 007.5           | 0（4人）        | 10着 | M.デムーロ | 59   | ダ1800m（良） | 1:50.8 (37.3)     | -1.6      | ブライトライン         |
| 0000.12.01 | 阪神   | JCダート          | GI      | 16   | 043.0           | （11人）        | 11着 | M.デムーロ | 57   | ダ1800m（良） | 1:51.6 (37.1)     | -1.2      | ベルシャザール         |
| 2014.01.26 | 中京   | 東海S             | GII     | 16   | 006.7           | 0（2人）        | 08着 | 浜中俊     | 58   | ダ1800m（良） | 1:51.4 (38.5)     | -1.0      | ニホンピロアワーズ     |
| 0000.07.27 | 札幌   | エルムS           | GIII    | 13   | 022.5           | 0（7人）        | 08着 | 北村友一   | 58   | ダ1700m（不） | 1:43.8 (37.3)     | -1.9      | ローマンレジェンド     |
| 0000.09.23 | 船橋   | 日本テレビ盃      | JpnII   | 10   | 004.3           | 0（2人）        | 05着 | 浜中俊     | 57   | ダ1800m（良） | 1:51.9 (38.4)     | -1.8      | クリソライト           |
| 0000.11.15 | 東京   | 武蔵野S           | GIII    | 16   | 043.9           | （11人）        | 03着 | 北村宏司   | 58   | ダ1600m（良） | 1:35.8 (37.3)     | -0.6      | ワイドバッハ           |
| 0000.12.07 | 中京   | チャンピオンズC   | GI      | 16   | 047.3           | （13人）        | 09着 | 北村宏司   | 57   | ダ1800m（良） | 1:51.7 (36.9)     | -0.7      | ホッコータルマエ       |
| 2015.02.01 | 東京   | 根岸S             | GIII    | 16   | 033.8           | （10人）        | 10着 | 北村宏司   | 58   | ダ1400m（重） | 1:24.0 (36.4)     | -0.6      | エアハリファ           |
| 0000.02.22 | 東京   | フェブラリーS     | GI      | 16   | 046.8           | （11人）        | 04着 | 北村宏司   | 57   | ダ1600m（良） | 1:36.6 (36.1)     | -0.2      | コパノリッキー         |
| 0000.04.08 | 大井   | 東京スプリント    | JpnIII  | 14   | 009.2           | 0（5人）        | 04着 | 北村宏司   | 58   | ダ1200m（不） | 1:11.4 (36.7)     | -0.7      | ダノンレジェンド       |
| 0000.07.12 | 中京   | プロキオンS       | GIII    | 16   | 017.1           | 0（6人）        | 05着 | C.ルメール | 58   | ダ1400m（良） | 1:23.1 (35.8)     | -0.6      | ベストウォーリア       |
| 0000.08.16 | 札幌   | エルムS           | GIII    | 13   | 008.5           | 0（5人）        | 02着 | C.ルメール | 58   | ダ1700m（稍） | 1:43.0 (37.0)     | -0.0      | ジェベルムーサ         |
| 0000.11.14 | 東京   | 武蔵野S           | GIII    | 14   | 018.2           | 0（4人）        | 05着 | T.ベリー   | 58   | ダ1600m（稍） | 1:35.6 (37.0)     | -0.9      | ノンコノユメ           |
| 0000.12.06 | 中京   | チャンピオンズC   | GI      | 16   | 046.3           | （10人）        | 08着 | R.ムーア   | 57   | ダ1800m（良） | 1:51.3 (38.3)     | -0.9      | サンビスタ             |
| 2016.01.31 | 東京   | 根岸S             | GIII    | 16   | 043.2           | （10人）        | 03着 | F.ヴェロン | 58   | ダ1400m（稍） | 1:22.4 (35.7)     | -0.4      | モーニン               |
| 0000.02.21 | 東京   | フェブラリーS     | GI      | 16   | 056.2           | （11人）        | 11着 | F.ヴェロン | 57   | ダ1600m（重） | 1:34.9 (35.8)     | -0.9      | モーニン               |
| 0000.04.06 | 大井   | 東京スプリント    | JpnIII  | 15   | 020.9           | 0（4人）        | 02着 | 武豊       | 58   | ダ1200m（稍） | 1:11.9 (35.7)     | -0.5      | コーリンベリー         |
| 0000.07.10 | 中京   | プロキオンS       | GIII    | 15   | 020.4           | 0（8人）        | 05着 | 和田竜二   | 58   | ダ1400m（稍） | 1:22.6 (36.9)     | -0.5      | ノボバカラ             |
| 0000.09.11 | ソウル | コリアスプリント  | G1      | 15   |                 | 0（5人）        | 03着 | 吉原寛人   | 56   | ダ1200m（良） | 1:22.2            | -0.8      | Super Jockey           |
| 0000.12.11 | 中山   | カペラS           | GIII    | 16   | 027.5           | 0（9人）        | 07着 | 柴田善臣   | 58   | ダ1200m（良） | 1:11.2 (36.4)     | -1.0      | ノボバカラ             |
| 0000.12.28 | 園田   | 兵庫GT            | JpnIII  | 12   | 010.8           | 0（4人）        | 06着 | 武豊       | 58   | ダ1400m（不） | 1:27.6 (39.1)     | -1.8      | ニシケンモノノフ       |
| 2017.01.29 | 東京   | 根岸S             | GIII    | 16   | 196.1           | （15人）        | 13着 | 柴田善臣   | 58   | ダ1400m（良） | 1:24.6 (36.3)     | -1.6      | カフジテイク           |

## 血統表
| グレープブランデーの血統サンデーサイレンス系 / アウトブリード | グレープブランデーの血統サンデーサイレンス系 / アウトブリード | グレープブランデーの血統サンデーサイレンス系 / アウトブリード | （血統表の出典）     | （血統表の出典） |
| 父 マンハッタンカフェ 1998青鹿毛                              | 父の父*サンデーサイレンス Sunday Silence 1986 青鹿毛          | Halo                                                          | Hail to Reason       | Hail to Reason   |
| 父 マンハッタンカフェ 1998青鹿毛                              | 父の父*サンデーサイレンス Sunday Silence 1986 青鹿毛          | Halo                                                          | Cosmah               |                  |
| 父 マンハッタンカフェ 1998青鹿毛                              | 父の父*サンデーサイレンス Sunday Silence 1986 青鹿毛          | Wishing Well                                                  | Understanding        | Understanding    |
| 父 マンハッタンカフェ 1998青鹿毛                              | 父の父*サンデーサイレンス Sunday Silence 1986 青鹿毛          | Wishing Well                                                  | Mountain Flower      |                  |
| 父 マンハッタンカフェ 1998青鹿毛                              | 父の母*サトルチェンジ Subtle Change 1988 黒鹿毛               | Law Society                                                   | Alleged              | Alleged          |
| 父 マンハッタンカフェ 1998青鹿毛                              | 父の母*サトルチェンジ Subtle Change 1988 黒鹿毛               | Law Society                                                   | Bold Bikini          |                  |
| 父 マンハッタンカフェ 1998青鹿毛                              | 父の母*サトルチェンジ Subtle Change 1988 黒鹿毛               | Santa Luciana                                                 | Luciano              | Luciano          |
| 父 マンハッタンカフェ 1998青鹿毛                              | 父の母*サトルチェンジ Subtle Change 1988 黒鹿毛               | Santa Luciana                                                 | Suleika              |                  |
| 母 ワインアンドローズ 1993鹿毛                                | 母の父*ジャッジアンジェルーチ Judge Angelucci 1983 栗毛       | Honest Pleasure                                               | What a Pleasure      | What a Pleasure  |
| 母 ワインアンドローズ 1993鹿毛                                | 母の父*ジャッジアンジェルーチ Judge Angelucci 1983 栗毛       | Honest Pleasure                                               | Tularia              |                  |
| 母 ワインアンドローズ 1993鹿毛                                | 母の父*ジャッジアンジェルーチ Judge Angelucci 1983 栗毛       | Victorian Queen                                               | Victoria Park        | Victoria Park    |
| 母 ワインアンドローズ 1993鹿毛                                | 母の父*ジャッジアンジェルーチ Judge Angelucci 1983 栗毛       | Victorian Queen                                               | Willowfield          |                  |
| 母 ワインアンドローズ 1993鹿毛                                | 母の母ランフォアロージス 1986 鹿毛                            | Pleasant Colony                                               | His Majesty          | His Majesty      |
| 母 ワインアンドローズ 1993鹿毛                                | 母の母ランフォアロージス 1986 鹿毛                            | Pleasant Colony                                               | Sun Colony           |                  |
| 母 ワインアンドローズ 1993鹿毛                                | 母の母ランフォアロージス 1986 鹿毛                            | *ロージズフオアママ                                           | Full Pocket          | Full Pocket      |
| 母 ワインアンドローズ 1993鹿毛                                | 母の母ランフォアロージス 1986 鹿毛                            | *ロージズフオアママ                                           | Mesopotamia F-No.3-n |                  |

- 母の半妹の仔にダート短距離で活躍のオープン馬アウトクラトール（NST賞）がいる。
- 近親には天皇賞（秋）、安田記念勝ちのギャロップダイナや阪急杯、札幌スプリングステークス勝ちのゴールドマウンテンがいる。